# 村井長頼
村井 長頼（むらい ながより）は、戦国時代から江戸時代初期にかけての武将、前田家の家臣。本姓は平氏（桓武平氏）。家紋は丸ノ内上羽蝶。通称は又兵衛、長八郎、豊後守。嫡男に村井長次。

## 生涯
天文12年（1543年）に生まれ、はじめは織田氏家臣の前田利久に仕える。
永禄2年（1559年）から永禄4年（1561年）にかけて利久の弟の前田利家が織田家から追放されていた時に長頼も従い、永禄12年（1569年）に織田信長の命により利久に代わって弟の利家が前田家を継ぐと、それに従って利家の家臣となった。
以後、常に戦場でも共にあり幾度もその盾となって救っており、利家からは通称である又左衛門から「又」の字を拝領するほど信頼され、石山本願寺攻め、金ヶ森城攻め、長篠の戦いなどで数多くの軍功をあげる。利家が加賀国に封じられて大名になると家老となり、奥村永福らと共に加賀藩の基礎を築いた。慶長4年（1599年）に利家が死去すると長頼は隠居したが、加賀征伐を行おうとした徳川家康に対して、前田利長が母の芳春院を人質に差し出すと、長頼も芳春院に従って江戸に下った。
慶長10年（1605年）10月26日、江戸で死去した。享年63。

## 人物
- 前田利家から「髭殿」と呼ばれるほど、立派な髭をたくわえていたといわれている。

## 演じた人物
- 女たちの百万石　演：長門裕之
- 加賀百万石〜母と子の戦国サバイバル　演：石倉三郎
- 利家とまつ〜加賀百万石物語〜　演：的場浩司

## 村井長頼を主題とした作品

### 小説
- 砂原浩太朗『いのちがけ　加賀百万石の礎』講談社、2018年、ISBN 978-4-06-220952-6